# 浦川原区

上越市の地域自治区。当区は東部に位置する。

浦川原区（うらがわらく）は、新潟県上越市東部に位置する地域自治区。全域が旧東頸城郡浦川原村にあたり、同村の上越市への合併とともに2005年1月1日に設けられた。

## 地理
上越市中心市街地から東に位置し、東頸城丘陵の西端に位置する。当区は概ね丁字の形をしており、東西に長い部分に国道253号が走り、それとほぼ並行して保倉川が流れている。南北に長い部分には、その支流の高谷川が流れる。それら流域の平地に集落が点在し、耕地が広がっている。

全国有数の豪雪地帯であり、1971年に特別豪雪地帯に指定。多い年には2 mを超える積雪深になることもある。
- 山 : 霧ヶ岳（標高：507メートル）、唐野山、万年山
- 河川 : 保倉川、高谷川、猿俣川、熊谷川

### 人口
| 2007年                                   | 4126人 |  |
| 2008年                                   | 4080人 |  |
| 2009年                                   | 3998人 |  |
| 2010年                                   | 3913人 |  |
| 2011年                                   | 3857人 |  |
| 2012年                                   | 3794人 |  |
| 2013年                                   | 3707人 |  |
| 2014年                                   | 3654人 |  |
| 2015年                                   | 3578人 |  |
| 2016年                                   | 3498人 |  |
| 2017年                                   | 3428人 |  |
| 上越市 / 住民基本台帳（各年3月31日時点） |        |  |

## 歴史
昭和初期までは、宿場や市場として、東頸城郡における核的役割を担っていた。

## 教育
過疎化や少子化の影響で児童数が減ったため、3校あった小学校が2017年に1校へと統合された。
- 上越市立浦川原中学校
- 上越市立浦川原小学校

## 公共施設
- 上越市浦川原コミュニティプラザ
- 上越市立高田図書館 浦川原分館
- 上越市浦川原体育館
- 上越市浦川原プール
- 上越市浦川原運動広場

## 交通

### 鉄道路線
1997年に運転が開始されたほくほく線により、区内住民の移動手段に選択肢が生まれた。
車を持たない住民、特に高校生がその恩恵にあずかっており、十日町市の高校への進学が可能になった。
- 北越急行ほくほく線
  - うらがわら駅、虫川大杉駅

### バス

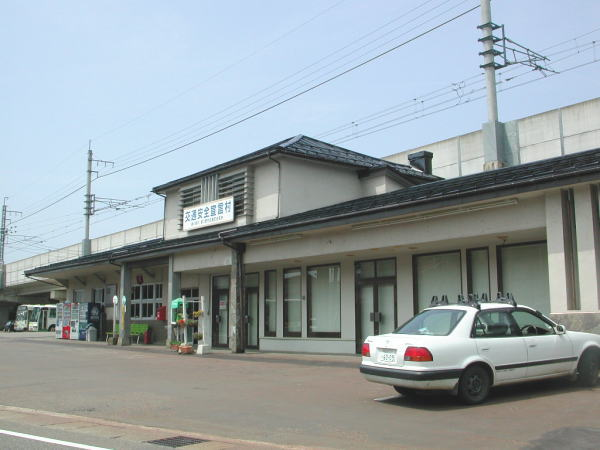
東頸バス本社・浦川原バスターミナル

うらがわら駅近くの「浦川原バスターミナル」（旧頸城鉄道線浦川原駅）を拠点として頸城自動車グループにより運行されている。利用者が減っており、バスの本数が徐々に減っている。
- 頸城自動車 - 直江津市街と結ぶ路線を運行。
- くびき野バス - 高田市街と結ぶ路線を運行。
- 東頸バス - 区内や近隣の区を結ぶ路線を運行。

### 道路
上越魚沼地域振興快速道路が通ってはいるが、浦川原ICー安塚IC間が開通しているだけである。
- 一般国道
  - 国道253号 - 上越魚沼地域振興快速道路
  - 国道405号

- 主要地方道
  - 新潟県道13号上越安塚柏崎線
  - 新潟県道43号上越安塚浦川原線
  - 新潟県道61号柿崎牧線

- 一般県道
  - 新潟県道253号浦川原犀潟停車場線
  - 新潟県道278号牧横住線
  - 新潟県道376号名木山浦川原線
  - 新潟県道503号坊金虫川線

## 名所・旧跡・観光スポット
- 顕聖寺
- 日光寺
- 法定寺
- 虫川の大杉：樹齢千年以上
- 山本ぶどう園

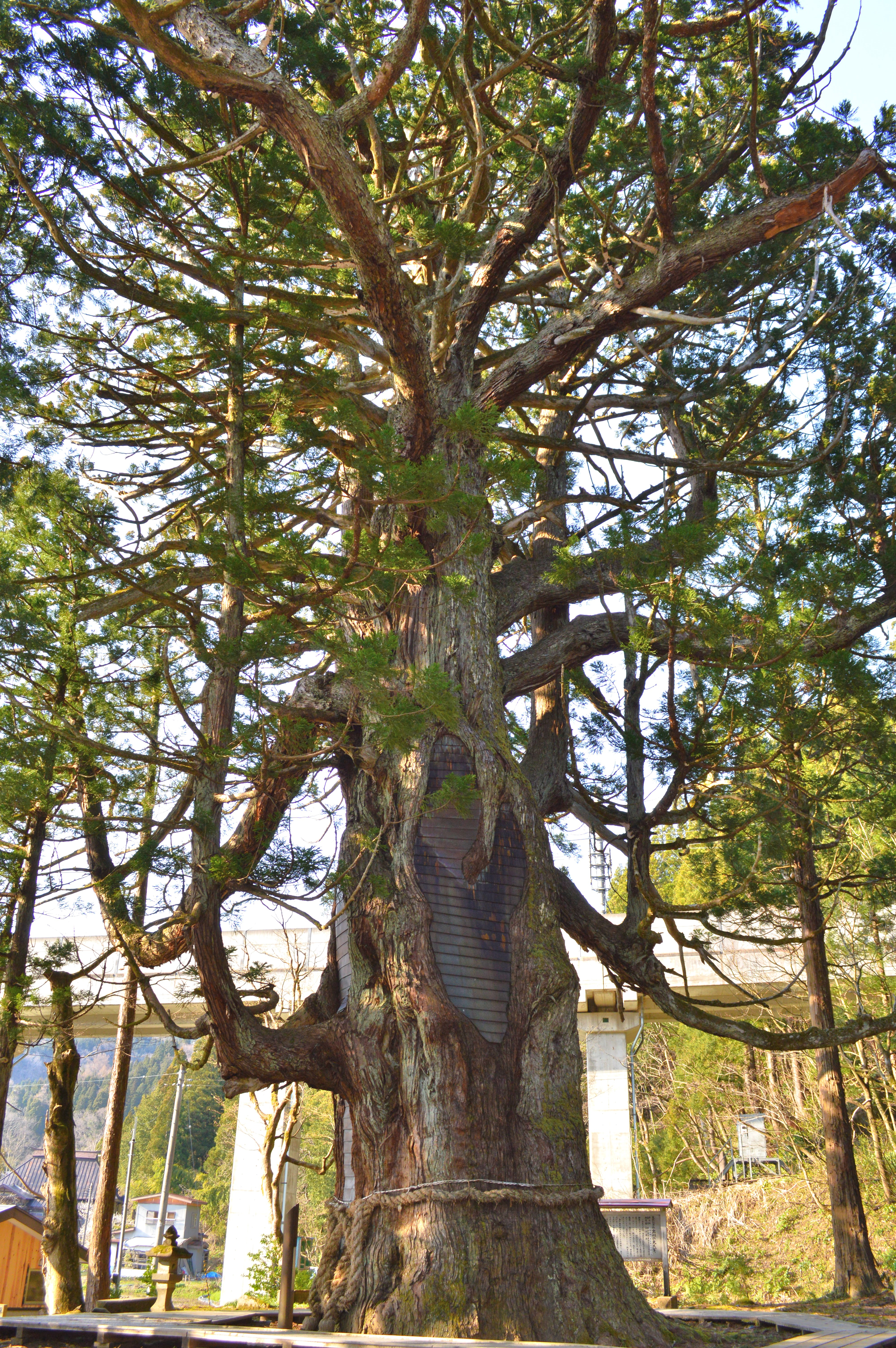
虫川の大スギ
（国の天然記念物）

- 霧ケ岳温泉「ゆあみ」 : 2017年3月31日から休止[3]
- 霧ケ岳公園
- 月影の郷 - 閉校となった月影小学校校舎を大学との協力によりリノベーションし、宿泊体験交流施設として2005年オープン[4][5]。

## 祭事・催事
- 若葉まつり
- 大浦安げんき市
- 浦川原和太鼓祭
- 月影芸能まつり
- うらがわらまつり
- 山本ぶどうまつり
- うらがわら雪あかりフェスタ

## 浦川原区出身の人物
- 石田善佐（政治家、ジャーナリスト）
- 丸田治太郎（実業家）
- 村松苦行林（書家、篆刻家、歌人）
- 山田あき（歌人）
- 渡邉智哲（世界男性最高齢者だった男性）